# Tel Abjad
Tel Abjad je vesnice na severu Sýrie.

## Historie
Ve starověku ovládala Tell Abjad a okolní region Asyrská říše a osídlili ho Aramejci. Později oblast ovládala Osmanská říše, a to až do konce první světové války.

## Doprava
Město bylo spojeno s Istanbulem a Bagdádem prostřednictvím bagdádské železnice.